# الحقبة التقدمية

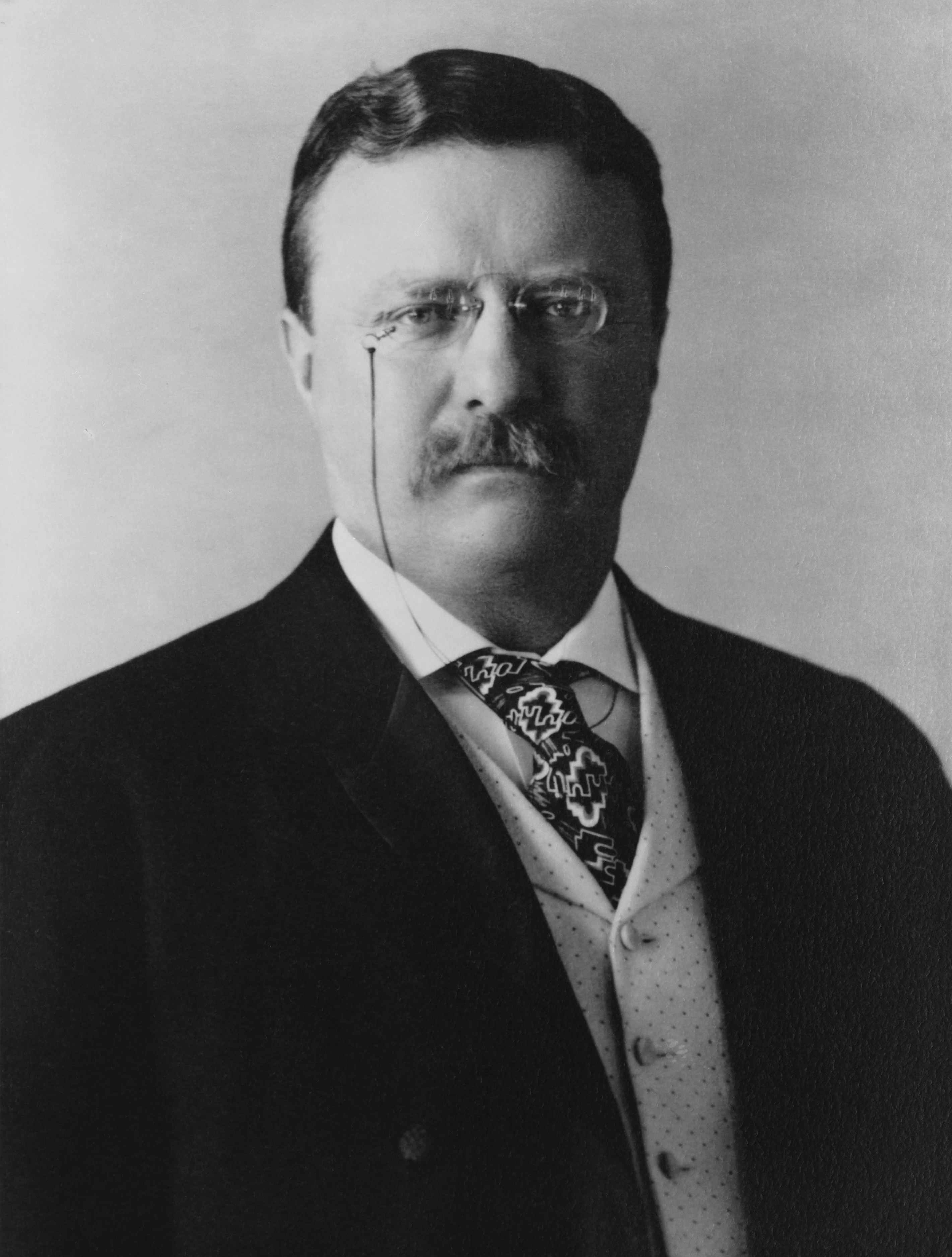

الحقبة التقدمية أو العصر التقدمي هو فترة من النشاط الاجتماعي والإصلاح السياسي على نطاق واسع في جميع أنحاء الولايات المتحدة امتدت من عشرينات القرن العشرين وحتى الستينات منه. كانت الأهداف الرئيسية للحركة التقدمية هي القضاء على المشاكل الناجمة عن الصناعة والتمدن والهجرة والفساد السياسي.
استهدفت الحركة في المقام الأول التنظيمات السياسية ورؤسائها. وتم ترسيخ معاني الديمقراطية المباشرة عن طريق إسقاط الممثلين الفاسدين في السلطة. كما سعوا إلى تنظيم الاحتكارات والشركات من خلال قوانين مكافحة الاحتكار، والذي اعتبر وسيلة لتشجيع المنافسة المتساوية وكان ذلك في صالح المنافسين الشرعيين.
دعم العديد من التقدميين حظر المشروبات الكحولية، كان السبب الظاهري هو تدمير السلطة السياسية لبعض القادة والتي كانت مرتكزة على البارات، لكن كان دافع البعض دينيًا. وفي الوقت نفسه تم الترويج لحق المرأة في التصويت. وكان الموضوع الثالث هو إطلاق حركة دعم الكفاءة في كل قطاع كان يستخدم الطرق القديمة التي تحتاج إلى التحديث لتحقيق الحلول العلمية والطبية والهندسية، مثلت الإدارة العلمية (أو التايلورية نسبة لفريدريك تايلور) جزءا أساسيًا من حركة الكفاءة.
وبذل العديد من الناشطين جهودًا لإصلاح الحكومة المحلية والتعليم العام والطب والتمويل والتأمين والصناعة والسكك الحديدية والكنائس والعديد من المجالات الأخرى. وكان من بين الزعماء السياسيين الوطنيين الجمهوريين تيودور روزفلت وروبرت ماريون لافوليت الأب وتشارلز إيفانز هيوز ومن الديمقراطيين ويليام جينينغز براين وودرو ويلسون وألفريد سميث. كما كان بعض من قادة الحركة موجودين بعيدًا عن السياسة الرئاسية مثل: جين أدامز وجريس أبوت وإديث أبوت وسوفونيسبا بريكنريدج وكانوا من بين أكثر الإصلاحيين غير الحكوميين تأثيرًا على الحقبة التقدمية.
عملت الحركة في البداية بشكل رئيسي على المستويات المحلية. وتوسعت في وقت لاحق إلى مستوى الولاية والمستوى الدولي. استمد التقدميون دعمهم من الطبقة الوسطى وكان من بين المؤيدين لهم العديد من المحامين والمدرسين والأطباء والوزراء ورجال الأعمال. ساند بعض التقدميين بقوة الأساليب العلمية من أجل تطبيقها على الاقتصاد والإدارة والصناعة والمالية والطب والتدريس واللاهوت والتعليم وحتى الأسرة. وقد تابعوا عن كثب التقدم الذي تم إحرازه خلال ذلك الوقت في أوروبا الغربية واعتمدوا العديد من السياسات الجديدة مثل التطور الكبير في النظام المصرفي من خلال إنشاء نظام الاحتياطي الفيدرالي في عام 1913. شعر الإصلاحيون أن الطرق القديمة تسبب الهدر وعدم الكفاءة وسعوا بكل قوتهم إلى تحقيق (نظام واحد ممتاز).

## الإصلاح الحكومي
انزعج التقدميون بسبب الهدر وعدم الكفاءة والعناد والفساد والظلم في العصر المذهب، وسعوا إلى تغيير وإصلاح كل جانب من جوانب الدولة والمجتمع والاقتصاد. وشملت التغييرات الهامة التي تم سنّها على المستوى الوطني فرض ضريبة على الدخل في التعديل السادس عشر للدستور، والانتخاب المباشر لأعضاء مجلس الشيوخ في التعديل السابع عشر، وحظر الكحول في التعديل الثامن عشر، وإجراء إصلاحات انتخابية لوقف الفساد والاحتيال، وتشريع حق المرأة في التصويت في التعديل التاسع عشر لدستور الولايات المتحدة.

### فلسفة الطبقة الوسطى
لقد أصبحت الطبقة الوسطى (وهي طبقة مميزة في الحقبة التقدمية) القوة المحركة لكثير من الأفكار والإصلاحات التي جرت في ذلك الوقت. مع ازدراء متزايد من قبل الطبقة العليا والطبقة الأرستقراطية. تميزت الطبقة الوسطى برفضها لفلسفة الفردية، كان لديهم اهتمام متزايد بسرعة في التواصل بين طبقات المجتمع المختلفة ودور كل منها، كانت تنقسم الطبقات إلى الطبقة العليا والطبقة العاملة والمزارعين والطبقة المتوسطة. وبالعمل على المنهج ذاته صاغ جين آدامز مصطلح (الجمعية) كحركة مضادة للفردية مع إشارة إلى البحث عن علاقة تجمع بين الطبقات. بالإضافة إلى ذلك بدأت الطبقة الوسطى (ولاسيما النساء) بالابتعاد عن العادات المحلية السابقة الموروثة من العصر الفيكتوري. ارتفعت معدلات الطلاق حيث فضلت النساء البحث عن التعليم والحرية بدلًا من جلوسهن في المنازل. تم رمي الفيكتورية بعيدًا مع صعود التقدميين.
تم تخطي الفقرات الأولى من هذا المقال لتوافرها على ويكي العربية

## جهود وأعمال الناشطين الأفراد

### السياسيون ومسؤولو الحكومة
- كان الرئيس ثيودور روزفلت قائدًا للحركة التقدمية، وناصر السياسات المحلية الخاصة به التي عُرفت باسم «الصفقة العادلة»، واعدًا المواطن العادي بالعدالة وتحطيم الاتحادات الاحتكارية الكبرى وتنظيم الطرق وبأغذية وأدوية نقية. وجعل من حركة الحفاظ على البيئة أولوية قصوى وأقام العديد من الحدائق الوطنية الجديدة والغابات والأصرحة التي كان ينوى منها الحفاظ على الموارد الوطنية الطبيعية. في السياسة الخارجية، انصب تركيز الرئيس روزفلت على أمريكا الوسطى حيث بدأ ببناء قناة بنما. ووسع الجيش وأرسل الأسطول الأبيض العظيم في جولة عالمية لاستعراض القوة البحرية للولايات المتحدة الأمريكية حول العالم. ساهمت جهوده الناجحة في التوسط لإنهاء الحرب اليابانية الروسية بفوزه بجائزة نوبل للسلام عام 1906. وتفادى القضايا المالية والتعرفات الجمركية المثيرة للجدل. انتُخب لولاية كاملة في عام 1904 واستمر في تعزيز السياسات التقدمية التي أُقر بعضها في الكونغرس. بحلول عام 1906 كان الرئيس روزفلت يجنح نحو اليسار، فقد أيد بعض برامج الرعايا الاجتماعية، ووجّه انتقادات لممارسات تجارية عديدة مثل الاتحادات الاحتكارية الكبرى. اتجهت قيادة الحزب الجمهوري في الكونغرس نحو اليمين، كما فعل زميله الرئيس ويليام هاوارد تافت. انفصل روزفلت بمرارة عن تافت في عام 1910، وأيضًا عن زعيم ويسكونسن التقدمي روبرت إم. لا فوليت. هزم تافت روزفلت في ترشيحات الحزب الجمهوري لعام 1912 وأسس روزفلت حزبًا تقدميًا جديدًا بالكامل. دعى الحزب إلى «نزعة قومية جديدة»مع مراقبة نشطة للشركات، وإلى فرض ضرائب أعلى وتأمين للبطالة وللشيخوخة. دعم روزفلت حق النساء في الاقتراع إلا أنه التزم الصمت في ما يتعلق بالحقوق المدنية للسود، الذين ظلوا ضمن الجماعة الجمهورية النظامية. خسر روزفلت وانهار حزبه الجديد مع سيطرة النزعة المحافظة على الحزب الجمهوري على مدى العقود التالية. يحاجج كاتب السيرة الذاتية ويليام هاربوغ:

في الشؤون الخارجية، إرث ثيودور روزفلت هو دعم حكيم للمصلحة الوطنية وتعزيز استقرار العالم من خلال الحفاظ على توازن القوى، وخلق الوكالات الدولية أو تقويتها واللجوء إلى استخدامها حين يكون ذلك ممكنًا، والعزم الضمني على استخدام القوة العسكرية، إن أمكن، لتقوية المصالح الأمريكية المشروعة. في الشؤون المحلية، استخدام الحكومة لتعزيز المصلحة العامة. تحدث روزفلت أنه «إن اكتفينا في هذه القارة الجديدة ببناء بلد يمتلك ازدهارًا ماديًا عظيمًا ولكنه موزع بشكل غير عادل، فلن نكون قد فعلنا شيئًا»
- أدخل الرئيس وودرو ويلسون برنامجًا شاملًا من التشريع المحلي مع بداية عهد إدارته، وهو شيء لم يفعله في السابق أي رئيس آخر.[10] كان لدى ويسلون أربع أولويات محلية رئيسية: الحفاظ على الموارد الطبيعية وإصلاح النظام البنكي وخفض التعرفة الجمركية والمساواة في الحصول على المواد الأولية، وسيُنجز ذلك بشكل جزئي من خلال قانون الاتحادات الاحتكارية الكبرى.[11] على الرغم من أن الشؤون الخارجية ستسيطر بصورة متزايدة على رئاسته بدءًا من عام 1915، انصب تركيز السنتين الأولتين من ولاية ويلسون بصورة رئيسية على تطبيق أجندة الحرية الجديدة المحلية الخاصة به.[12]
- ترأس ويلسون إقرار أجندة الحرية الجديدة المحلية التقدمية الخاصة به. أولويته القصوى كانت إقرار قانون العائدات لعام 1913، الذي خفض التعريفة الجمركية وطبق ضريبة دخل فيدرالية. طبقت القوانين الضريبية اللاحقة ضريبة عقارية فيدرالية ورفعت معدل ضريبة الدخل القصوى إلى 77%. ترأس ويسلون أيضًا إقرار قانون الاحتياطي الفيدرالي الذي خلق نظامًا مصرفيًا مركزيًا في صيغة نظام احتياطي فيدرالي. أُقر قانونان، قانون لجنة التجارة الفيدرالية وقانون كلايتون لمحاربة الشركات الاحتكارية الكبرى لعام 1914 بهدف تنظيم الأعمال التجارية ومنع الاحتكارات. لم يقدم ويلسون الدعم للحقوق المدنية ولم يحتج على العزل العنصري المتسارع لقطاع الموظفين الفيدراليين. في الحرب العالمية الأولى، جعل النزعة الأممية عنصرًا أساسيًا ضمن النظرة التقدمية، كما عبر عنها في نقاطه الأربعة عشر وعصبة الأمم، كحلم سُمي الويلسونية.[13][14]

- لعب تشارلز إيفانس هيوز، القاضي المشارك في المحكمة العليا، دورًا بارزًا في دعم العديد من الإصلاحات، وفضل التحالف مع أوليفر ويندل هولمز. وصوت لصالح قوانين الولاية التي تنص على حد أدنى للأجور وتعويض العاملين وساعات عمل قصوى للنساء والأطفال.[15] وكتب أيضًا آراءًا عديدة تدعم سلطة الكونغرس في تنظيم التجارة ما بين الولايات بموجب قانون التجارة. في القضية بين طريق بالتيمور وأوهايو ومشروع التجارة ما بين الولايات دعم رأيه، الذي كان رأي الأغلبية، حق الحكومة الفيدرالية في تنظيم ساعات عمال الطرق.[16] ودعم رأيه، الذي كان أيضًا رأي الأغلبية، في قضية أسعار شريفبورت لعام 1914 قرار لجنة التجارة ما بين الولايات بإبطال أسعار الطرق التمييزية التي فُرضت من قبل لجنة طرق تكساس. نص القرار على أنه بإمكان الحكومة الفيدرالية أن تنظم التجارة ما بين الولايات حين أثرت على التجارة ما بين الولايات، على الرغم من تفادي هيوز للنقض المباشر لقضية شركة احتكار السكر لعام 1895.[17]
- كان جيفورد بينشوت سياسيًا أمريكيًا وخبيرًا في علم الحراجة. شغل بينشوت منصب الرئيس الأول لدائرة الغابات في الولايات المتحدة منذ عام 1905 حتى عام 1910 وكان الحاكم رقم 28 لولاية بنسلفانيا منذ عام 1923 حتى عام 1927، ومرة أخرى منذ عام 1931 حتى عام 1935. كان عضوًا في الحزب الجمهوري لمعظم فترات حياته، ولو أنه انضم أيضًا إلى الحزب التقدمي لفترة قصيرة.[18] اشتهر بينشوت بقوانين إصلاح إدارة وتطوير الغابات في الولايات المتحدة ولتأييده الحفاظ على احتياطي الأمة عبر الاستخدام والتجديد المنظمين. وأطلق بينشوت على ذلك تسمية «فن إنتاج أي شيء تثمره الغابة في خدمة الإنسان». نحت بينشوت مصطلح أخلاق الحفاظ على البيئة كما طُبق على الموارد الوطنية. وكانت المساهمة الرئيسية لبينشوت ترأسه لتعزيز الحراجة العلمية والتشديد على استخدام الغابات الرابح والخاضع للرقابة وموارد طبيعية أخرى تكون ذات فائدة قصوى للجنس البشري.[18] وكان أول من أثبت قابلية تطبيق وربحية إدارة الغابات من أجل زراعة متواصلة. وضع ترأسه الحفاظ على الغابات في قمة قائمة أولويات الولايات المتحدة.[19]

### كتّاب وصحفيون
- كان أبتون سينكلر كاتبًا أمريكيًا ألف قرابة 100 كتاب وأعمال أخرى في مجالات عدة. اشتهرت أعمال سينكلير ونالت شعبية في النصف الأول من القرن العشرين، فقد فاز بجائزة بوليتزر للأدب في عام 1943. في عام 1906، نال سنكلير شهرة خاصة مع روايته الماكراكرز الكلاسيكية الأدغال، التي كشفت ظروف العمل والظروف الصحية في صناعة تعبئة اللحوم في الولايات المتحدة الأمريكية، مما تسبب بغضب شعبي ساهم جزئيًا في إقرار قانون الأغذية والأدوية النقية وقانون فحص اللحوم بعد شهور قليلة.[20] في عام 1919، أصدر روايته فحص النحاس، التي كانت رواية صحافة استقصائية ماكراكرز للصحافة الأمريكية التي نشرت قضية الصحافة الصفراء والقيود المفروضة على «الإعلام الحر» في الولايات المتحدة الأمريكية. بعد أربعة أعوام على صدور فحص النحاس، أقيمت أول مدونة أخلاقية للصحافيين.[21]

يُستذكر جيدًا بسبب السطر التالي: «من الصعب جعل الإنسان يفهم شيئًا حين يعتمد راتبه على ألا يفهمه». استخدم هذا السطر في خطابات وفي كتابه عن الحملة لأن يصبح حاكمًا كطريقة لتفسير أسباب عدم تعامل محرري وناشري كبريات الصحف في كاليفورنيا بجدية مع اقتراحاته حول معاشات الشيخوخة وإصلاحات تقدمية أخرى. 

### الجهود الصحفية لفضح الفساد
شهدت المجلات زيادة في شعبيتها خلال عام 1900 مع تحقيق ارقام قياسية لبعض الفترات وصلت لمئات الآلاف المتابعين. أدى النمو السريع في مجال الإعلانات في بداية عصر الإعلام إلى انخفاض سعر المجلات الشعبية إلى نحو 10 سنتات مما أزال العائق المالي أمام استهلاكها. ومن العوامل الأخرى التي ساهمت في الارتفاع المفاجئ لانتشار المجلات هو تغطيتها البارزة للفساد في السياسة والحكومة المحلية والأعمال التجارية الكبيرة لا سيما بواسطة الصحفيين والكتاب الذين تم وصفهم بالباحثين عن الفضائح. كتب الصحفيون للمجلات الشعبية من اجل فضح الأخطاء الاجتماعية والسياسية وأوجه التقصير. وغالبًا ما كان الصحفيون يعملون على فضح الأخطاء الاجتماعية والفساد التجاري والسياسي بالاعتماد على الصحافة الاستقصائية الخاصة بهم. تحدثت مجلات فضح الفساد ولا سيما مجلة (مكلور) عن احتكارات الشركات والآلات السياسية الملتوية بينما رفعت الوعي العام بموضوع الفقر الشعبي المزمن وظروف العمل غير الآمنة والقضايا الاجتماعية مثل عمل الأطفال. كتب معظم الصحفيين كتابات نثرية مستمدة من الواقع وكان لها في كثير من الأحيان تأثيرًا كبيرًا مثل كتابات أبتون سنكلير. عرض سنكلير في روايته (الأدغال) والتي نُشرت عام 1906 الممارسات غير الصحية وغير الإنسانية ضمن صناعة تعبئة اللحوم. وقال ساخرًا: «استهدفتُ قلب الجمهور وبالصدفة أصبت معدته»، وبسببها طالب القراء بقانون الغذاء والدواء النقي وحصلوا عليهما.
يعمل الصحفيون المتخصصون في نشر قضايا التبذير والفساد والفضائح على مستوى الولاية والمستوى المحلي مثل راي ستانارد بيكر وجورج كريل وبراند وايتلوك. أما الآخرون مثل لينكولن ستيفنز كانوا يكشفون الفساد السياسي في العديد من المدن الكبيرة. تشتهر إيدا تاربل بانتقاداتها لشركة ستاندرد أويل التابعة لجون روكفلر. أطلق ديفيد غراهام فيليبس في عام 1906 اتهامًا صارخًا بالفساد لمجلس الشيوخ الأمريكي. أطلق روزفلت على هؤلاء الصحفيين لقبهم (الباحثون عن الفضائح) عندما اشتكى من أنهم لم يكونوا مساعدين بسبب نشرهم لجميع الفضائح والأخطاء.

## التحديث والمعاصرة
كان التقدميون طموحين للتحديث من خلال الإيمان بالعلم والتكنولوجيا كحل كبير لعيوب المجتمع. لقد نظروا إلى التعليم على أنه المفتاح الرئيسي لسد الفجوة بين مجتمعهم الحالي المبذر والمجتمع المستقبلي المبتكر تكنولوجيًا. وشملت خصائص التقدمية موقفًا مؤيدًا للمجتمع الحضري الصناعي والإيمان بقدرة البشرية على تحسين البيئة وظروف الحياة والإيمان بواجب الشعب على التدخل في الشؤون الاقتصادية والاجتماعية والإيمان بقدرة الخبراء وبكفاءة احكام القضاء. أصبحت الإدارة العلمية (كما تحدث عنها فريدريك وينسلو تايلور) كلمة السرّ للكفاءة الصناعية والقضاء على الفساد وجعلت ساعة السباق رمزًا لها.

## المرأة
نظمت نساء الطبقة المتوسطة في جميع أنحاء البلاد تحركًا نيابة عن حركة إصلاح المجتمع خلال الحقبة التقدمية. وتمكنت النساء باستخدام لغة ربات المنازل من تنفيذ العديد من هذه الإصلاحات مثل حق المرأة في الانتخاب والاحتفاظ بالأطفال والصحة العامة.
وشكلت نساء الطبقة المتوسطة نوادي محلية والتي تم تنسيقها بعد عام 1890 من قبل الاتحاد العام للأندية النسائية (GFWC). يضع المؤرخ بايج ميلتزر الاتحاد العام للأندية النسائية ضمن سياق الحركة التقدمية.

### منح المرأة حق التصويت
```
كانت الجمعية الوطنية الأمريكية لحقوق المرأة (NAWSA) منظمة أمريكية تشكلت في تموز 1890 كتوحيد للرابطة الوطنية لحقوق المرأة (NWSA) وجمعية 
حق التصويت للمرأة
 الأمريكية (AWSA). أقامت الرابطة مئات من المجموعات المحلية والدولية بهدف إصدار تشريع حق انتخاب المرأة على مستوى الولاية والمستوى المحلي. كانت الرابطة هي أكبر وأهم منظمة تهتم بحقوق الاقتراع في الولايات المتحدة، وكانت الداعم الرئيسي 
لحق النساء في التصويت
. كانت كاري تشابمان كات الزعيمة الرئيسية لها في أوائل القرن العشرين. طالبت الجمعية الوطنية الأمريكية لحقوق المرأة (مثل ما فعلت الرابطة الوطنية لحقوق المرأة وجمعية 
حق التصويت للمرأة
 الأمريكية من قبل) بتعديل دستوري يضمن حقوق تصويت النساء،
[
30
]
[
31
]
 وكان لها دور أساسي في الفوز بالتصديق على التعديل التاسع عشر لدستور الولايات المتحدة في عام 1920. استخدمت مجموعة انفصالية (وهي حزب المرأة الوطني الذي يخضع لقيادة صارمة من قبل أليس بول) العصيان المدني لكسب الدعاية وإقرار حق الاقتراع. قام أعضاء حزب بول بتقييد أنفسهم بجدار البيت الأبيض من أجل القبض عليهم ثم قاموا بإضرابات عن الطعام لكسب الدعاية. في الوقت الذي اوقفت فيه المطالبات بحقوق انتخابات المرأة في 
بريطانيا
 احتجاجاتهن في عام 1914 لدعم جهود الحرب البريطانية بدأت بول حملتها في عام 1917 وانتُقدت بشكل كبير لتجاهلها الحرب.
[
32
]
```

## العمل الخيري
ارتفع عدد العائلات الثرية بشكل كبير من نحو 100 عائلة في سبعينيات القرن التاسع عشر إلى نحو 4000 عائلة عام 1892 و 16000 عائلة في عام 1916. واتبع كثيرون عقيدة أندرو كارنيجي المذكورة في إنجيل الثروة التي قالت أنّهم ملزمون بواجب تجاه المجتمع يدعو إلى العمل الخيري من خلال التبرع إلى الكليات والمستشفيات والبحوث الطبية والمكتبات والمتاحف والمراكز الدينية ومراكز الإصلاح الاجتماعي.
ازدادت الأعمال الخيرية الأمريكية في أوائل القرن العشرين مع تطوير مؤسسات خاصة كبيرة جدًا ومشهورة للغاية أنشأها كل من روكفلر وكارنيجي. وقد قامت المؤسسات الكبرى بإجراءات حديثة وفعالة وموجهة نحو العمل والتي صممت من أجل تحسين المجتمع بدلاً من مجرد تعزيز صورة المتبرع في الأعمال الخيرية. تم بناء روابط وثيقة مع مجتمع العمل المحلي مثل ما قامت به حركة (صندوق المجتمع). أعيد تنظيم الصليب الأحمر الأمريكي وجعله مؤسسة احترافية. ساعدت العديد من المؤسسات الكبرى السود في الجنوب عملًا بنصيحة بوكر واشنطن. وعلى عكس ذلك كان لدى أوروبا وآسيا القليل من تلك الأسس، وسمح ذلك لكل من كارنيجي وروكفلر بالعمل دوليًا بتأثير قوي.

## الديمقراطية
سعى العديد من التقدميين إلى تمكين المواطنين من الحكم بشكل مباشر والتحايل على حركة الآلات والرؤساء والسياسيين المحترفين. مكنت مؤسسة المبادرة والاستفتاء من تمرير القوانين دون إشراك الهيئة التشريعية، في حين أن قانون الاستدعاء سمح بإزالة المسؤولين الفاسدين أو المقصرين في الأداء والسماح بتسمية المرشحين بشكل مبدئي ومباشر وديمقراطي وتجنّب الاجتماعات التي كانت مهيمنة مهنيًا. وافق الناخبون في ولاية أوريغون بأغلبية ساحقة بفضل الجهود التي بذلها ممثل ولاية أوريغون ويليام أورين ورابطته للتشريع المباشر على إجراء اقتراع في عام 1902 والذي أقرَّ الاستفتاء العام للمواطنين من أجل تقديم أو إقرار القوانين أو التعديلات المقترحة بشكل مباشر، مما جعل ولاية أوريغون أول ولاية تعتمد مثل هذا النظام. كما ساعد أورين في إقرار تعديل في عام 1908 أعطى الناخبين السلطة لاستدعاء المسؤولين المنتخبين، واستمرت جهودهم حتى إقامة انتخابات شعبية على مستوى الولايات لانتخاب أعضاء مجلس الشيوخ وإجراء أول انتخابات رئاسية في الولايات المتحدة. أنشأ حاكم ولاية كاليفورنيا هيرام جونسون في عام 1911 نظام أوريغون لـ (المبادرة والاستفتاء والاستدعاء) في ولايته واعتبرها محفزات جيدة لمشاركة المواطنين ضد التأثير السابق للشركات الكبيرة على المشرّعين في الولاية. وسرعان ما تكررت هذه الإصلاحات التقدمية في ولايات أخرى بما في ذلك إيداهو وواشنطن وويسكونسن وتمتلك اليوم تقريبًا نحو نصف الولايات الأمريكية أحكام المبادرة والاستفتاء والاستدعاء في دساتير ولاياتها.
بدأت نحو 16 ولاية باستخدام الانتخابات الأولية للحد من قوة الرؤساء. تم التصديق على التعديل الدستوري السابع عشر في عام 1913 والذي ينص على أن يتم انتخاب جميع أعضاء مجلس الشيوخ من قبل الشعب (كان يتم تعيينهم في السابق من قبل الهيئات التشريعية في الولايات). كان الدافع الرئيسي هو الحد من قوة قادة السياسية الذين سيطروا على مقاعد مجلس الشيوخ بحكم سيطرتهم على المجالس التشريعية في الولايات. وكانت النتيجة حسب عالم السياسة هنري جونز فورد هي أن مجلس الشيوخ الأمريكي أصبح «كعكة يتقاسمها قادة الأحزاب، ويمارسون سلطتهم بدون خوف أو ضوابط لتحقيق مصالحهم الخاصة التي تبقيهم في مناصبهم».

## الاصلاحات المحلية
بدأ تشكيل ائتلاف من الناخبين الإصلاحيين من الطبقة المتوسطة وخبراء أكاديميين ومصلحين معاديين للأجهزة السياسية في التسعينيات من القرن التاسع عشر، وقدموا سلسلة من الإصلاحات في أمريكا موجهة للحد من الهدر وعدم الكفاءة والفساد من خلال إدخال الأساليب العلمية والتعليم الإلزامي والابتكارات الإدارية.
تم تسريع مجرى الإصلاحات في ديترويت ميتشيجان حيث قام العمدة الجمهوري هازن بينغري بتوحيد تحالف الإصلاح. وقامت العديد من المدن بإنشاء مكاتب مرجعية محلية مستقلة لدراسة الميزانيات والهياكل الإدارية للحكومات المحلية.